# Alcalá de la Vega (kommunhuvudort)
Alcalá de la Vega är en kommunhuvudort i Spanien.   Den ligger i provinsen Provincia de Cuenca och regionen Kastilien-La Mancha, i den centrala delen av landet, 190 km öster om huvudstaden Madrid. Alcalá de la Vega ligger 1 103 meter över havet och antalet invånare är 154.
Terrängen runt Alcalá de la Vega är huvudsakligen kuperad, men den allra närmaste omgivningen är platt. Alcalá de la Vega ligger nere i en dal. Runt Alcalá de la Vega är det mycket glesbefolkat, med 2 invånare per kvadratkilometer. Närmaste större samhälle är Cañete, 11,5 km väster om Alcalá de la Vega. 